# Steve Miller
Steve Miller (Milwaukee, 1943. október 5. –) amerikai gitáros, énekes, dalszerző, multi-instrumentalista; blues- és rockzenész. A Steve Miller Band alapítója.

## Pályafutása
Steve Miller 1955-ben hozta létre együttesét. Az 1960-as évek végén már meglehetősen elismert rockzenész volt. Chuck Berry-vel dolgozott, és akinek a felvételeiben Paul McCartney is vett részt.
1972-ben balesete volt: megsérült a nyaka és hepatitiszben is megbetegedett. A betegség alatt kiadott egy kislemezt. Az 1973-as The Joker jelentős slágerré vált, a Billboard Hot 100 első helyére került. 
Noha a zenei kritikusok elítélték Millert a pszichedelikus rock „elárulása” miatt, de ő alkalmanként folytatta az együttműködést Paul McCartney-val és az Eaglessel is.
Utolsó (és talán legnagyobb) sikere 1982 júniusában volt az Abracadabra című dalával.

## Albumok
- 1968: Children of the Future
- 1968: Sailor
- 1969: Brave New World
- 1970: Your Saving Grace
- 1970: Number 5
- 1971: Rock Love
- 1972: Recall the Beginning... A Journey from Eden
- 1973: The Joker
- 1976: Fly Like an Eagle
- 1977: Book of Dreams
- 1981: Circle of Love
- 1982: Abracadabra
- 1983: Steve Miller Band... Live!
- 1984: Italian X Rays
- 1987: Living in the 20th Century
- 1988: Born 2B Blue
- 1993: Wide River
- 2010: Bingo!
- 2011: Let Your Hair Down

### Egyéb albumok
- 1967: Live at the Fillmore Auditorium – San Francisco (Chuck Berry, The Miller Band)
- 2002: King Biscuit Flower Hour Presents (2 CDs)
- 2003: Extended Versions
- 2007: Live
- 2008: Live from Chicago (2 DVDs + CD)
- 2013: Shake Your Tree (2 LPs, csak vinyl)
- 2015: The Joker Live in Concert

## Díjak
- 2016: Rock and Roll Hall of Fame

## Filmek
- Steve Miller Band az IMDb-n